# Johann Ernst Schaper
Johann Ernst Schaper (* 26. April 1668 in Küstrin; † 11. Januar 1721 in Rostock) war ein deutscher Mediziner und mecklenburgischer Politiker.

## Leben
Der Sohn des Syndikus der neumärkischen Städte Johann Schaper hatte das Gymnasium seiner Heimatstadt besucht und 1684 ein Studium an der Universität Frankfurt (Oder) aufgenommen, wo unter anderem Bernhard Friedrich Albinus sein Lehrer wurde. Danach unternahm er eine Bildungsreise, die ihn an deutsche und niederländische Universitäten führte. Zurückgekehrt nach Frankfurt, promovierte er 1689 zum Doktor der Medizin. Noch im selben Jahr wurde er Leibarzt bei Christian I. von Sachsen-Merseburg und blieb in dieser Stellung auch unter Christian II. von Sachsen-Merseburg.
Im Dezember 1691 berief ihn Herzog Gustav Adolf von Mecklenburg-Güstrow zum ordentlichen Professor der Medizin an die Rostocker Hochschule. Am 16. Juni 1692 trat er das Amt mit der Rede Oratio de hermetica arte an und unterrichtete nebenbei Experimentalphysik. Zur Beschaffung neuer Instrumente, die er dazu benötigte, unternahm er 1698 eine Reise nach Holland. 1701 wurde er Mitglied der Königlich Preußischen Sozietät der Wissenschaften, war medizinischer Berater bei Herzog Gustav Adolf, am königlichen Hof in Berlin und dem sich zeitweilig in Stralsund aufhaltenden polnischen König Stanislaus I. Leszczyński.
1705 wurde er erster Leibarzt Herzogs Friedrich Wilhelm von Mecklenburg-Schwerin und erhielt 1710 den Titel Hofrat, mit der Verpflichtung, in jedem Frühjahr und Herbst zum Herzog zu kommen und mit dessen übrigen Leibärzten über dessen Gesundheitszustand zu beraten. Er bekam dafür freie Reise und Beköstigung nebst einer festen Vergütung von 500 Reichsthalern im Jahr. 1713 übernahm ihn Herzog Karl Leopold bei der Thronbesteigung in seinen Dienst. Hier wusste Schaper, den seine Gegner als „einen aufgeblasenen Mann“ schilderten, dem neuen mecklenburgischen Potentaten zu gefallen. So unterstützte er den Herzog bei einem Streit mit der Stadt Rostock.
Als die verrufene Gewaltherrschaft des Herzogs begann, wurde Schaper, ohne irgendetwas von der Verwaltung zu verstehen, 1715 zum wirklichen Regierungsrat und 1718 zum wirklichen Geheimrat ernannt. Er war neben Edzard Adolf von Petkum († 1721), Johann Joachim Schöpfer (1661–1719) und Christian Friedrich Luben von Wulffen († März 1736) Verantwortlicher der zum Teil aberwitzigen, zum Teil gehässigen Maßregeln dieser Regierung. Als die mecklenburgischen vereinten Landstände und die Stadt Rostock endlich den Vollzug einer von Kaiser Karl VI. verhängten Reichsexekution gegen den Herzog herbeigeführt hatten, wurde Schaper aus seinen Amtsverhältnissen entlassen. Im November trat er darum wieder seine Rostocker Professur an, die er bis zu seinem Tode beibehielt. Schaper hatte sich auch an den organisatorischen Aufgaben der Rostocker Hochschule beteiligt und war Sommersemestern 1699, 1705, 1711 sowie 1717 Rektor der Alma Mater und 1713 Prorektor derselben.
Zu seinen Schülern zählte Johann Lembke.

## Werke (Auswahl)
- Disputatio Inauguralis Medica De Febre Petechiali. (Respondent: Georg Loffhagen) Weppling, Rostock 1696. (Digitalisat)
- Dissertatio Medica Inauguralis De Variolis. (Respondent: Johannes Brand) Weppling, Rostock 1701. (Digitalisat)
- Dissertatio Circularis Medica, Sistens Medicinæ Curiosæ Specimen Duabus Quæstionibus Enodatum: An Veritate Nitatur? (1) Daß der Schnuppen gesund sey, viel böses wegnehme und die Leute schön mache. (2) Daß eine Aderlaß ... einen Krancken vom Tode erretten kön[n]e. (Respondent Johann Georg Warnstorff) Weppling, Rostock 1711. (Digitalisat)
- Disseratio Solennis Medica De Tympanite. (Respondent: Johann Georg Warnstorff) Weppling, Rostock 1712. (Digitalisat)
- Dissertatio Solennis Medica De Mictu Cruento. (Respondent: Johann Ludwig Schaper) Weppling, Rostock 1715. (Digitalisat)